# Patrycy Przeczytański
Stefan Przeczytański, w zakonie Patrycy od św. Stefana (stąd Patrycy Przeczytański; ur. 1 sierpnia 1750 w województwie bracławskim, zm. 28 stycznia 1817 w Warszawie) – zakonnik w zakonie pijarów, filozof, matematyk i kaznodzieja.

## Życie
Urodzony w rodzinie drobnoszlacheckiej, syn Jana. W 1774 wstąpił do pijarów. Studiował filozofię w seminarium dla kleryków w Międzyrzeczu Koreckim. Pracował jako nauczyciel kolejno w Łukowie, Złoczowie (1781–1783), Warszawie, Międzyrzeczu Koreckim (1783–1788), Łomży (od 1789, gdzie był prefektem kolegium), ponownie w Warszawie, a następnie w Piotrkowie (1801–1804, 1806–1810, był tam rektorem kolegium). Nauczał w zakresie syntaktyki, poetyki, retoryki, logiki, matematyki i fizyki .
W 1791 otrzymał od króla Stanisława Augusta Poniatowskiego Medal Bene Merentibus za nakłonienie szlachty łomżyńskiej do zaprzysiężenia Konstytucji 3 maja. Opracował program nauczania szkół pijarskich. Był konsultantem prowincjała (1798–1802), zarządcą i profesorem w pijarskim seminarium w Warszawie. W latach 1810–1816 był prowincjałem prowincji polskiej. W 1815 został członkiem działu filozoficzno-matematycznego w warszawskim Towarzystwie Przyjaciół Nauk .
Zmarł 28 stycznia 1817 w Warszawie. Nabożeństwo pogrzebowe odbyło się w kościele pijarskim, gdzie też został pochowany, a po przejęciu kościoła na cerkiew w roku 1834 zwłoki jego przeniesiono do zbiorowej mogiły pijarów pod drogą na Powązkach.

## Myśl filozoficzna
Jego głównym dziełem była Logika czyli sztuka rozumowania (1816), poświęcona epistemologii i metodologii nauk. Przeczytański starał się godzić racjonalizm i empiryzm. Jego poglądy na pochodzenie wiedzy bliskie były empiryzmowi genetycznemu Locke'a, natomiast warunki poznania i kryteria uznania wiedzy zbliżały się do poglądów Kartezjusza .
Twórczość Przeczytańskiego miała charakter przyczynkarski i popularyzatorski. Jego główną zasługą była popularyzacja w Polsce nowożytnej francuskiej i angielskiej epistemologii, reprezentowanej przez Francisa Bacona, Kartezjusza, Locke'a, Condillaca. Jego kontynuatorem był Anioł Dowgird . Bartłomiej Dobroczyński uważa go za jednego z prekursorów koncepcji nieświadomości .

## Dzieła
- (1806) Kazanie o wpływie bojaźni Pańskiej przy nabywaniu i użyciu nauk, Warszawa,
- (1815-1822) Kazania, t. I-V (Kazania adwentowe i dwoiste postne, niedzielne i postne, na uroczystości Pańskie i Nauświętszeu Maryi Panny, na uroczystości świętych Pańskich, przygodne i pogrzebowe), Warszawa,
- (1816) Logika czyli sztuka rozumowania, Warszawa,
- (1820) Uwagi względem historii filozoficznej, w: J. Bystrzycki, Wiadomosć o życiu i pismach X.P. Zgromadzenia Księży Pijarów, Rocznik Towarzystwa Królewskiego Warszawskiego Przyjaciół Nauk.